# Bengt Lindblad
Bengt Olof Lindblad (* 26. August 1925 in Vassända-Naglum, Vänersborg; † 7. März 1993 in Trollhättan) war ein schwedischer Ringer. Er war 1952 und 1956 Olympiateilnehmer und 15-facher schwedischer Meister im Ringen.

## Werdegang
Bengt Lindblad gehörte während seiner gesamten Ringerlaufbahn dem Sportclub Trollhättans AnthletenKlub (AK) an. Während dieser Laufbahn gewann er in beiden Stilarten (griechisch-römisch und Freistil) nicht weniger als 15 schwedische Meistertitel im Mittelgewicht bzw. im Halbschwergewicht. Bemerkenswert ist, dass er schon 44 Jahre alt war, als er 1969 seinen letzten schwedischen Meistertitel gewann.
1952 vertrat er Schweden bei den Olympischen Spielen in Helsinki im freien Stil im Mittelgewicht. Er siegte dort in seinem ersten Kampf mit 2:1 Punktrichterstimmen über Dawit Zimakuridse aus der Sowjetunion. In seinem zweiten Kampf unterlag er gegen György Gurics aus Ungarn mit dem gleichen Ergebnis. In seinem dritten Kampf siegte er, wieder mit 2:1 Punktrichterstimmen, über den US-Amerikaner Dan Hodge. Dem damaligen Regelwerk entsprechend musste Bengt Lindblad für seine Niederlage gegen Gurics 3 Fehlpunkte in Kauf nehmen und für seine beiden Punktsiege erhielt er jeweils einen Fehlpunkt. Er hatte damit nach der dritten Runde 5 Fehlpunkte und schied aus. Der von ihm besiegte Dawit Zimakuridse und György Gurics, der wiederum gegen Zimakuridse verlor, hatten mehr Glück als Lindblad, denn sie hatten jeweils ein Freilos und blieben somit im Wettbewerb. Zimakuridse gewann sogar noch die Goldmedaille und Gyurics die Bronzemedaille.
1956 startete Bengt Lindblad auch bei den Olympischen Spielen in Melbourne. Wieder im freien Stil im Mittelgewicht besiegte Bengt Lindblad zunächst Hermanus van Zyl aus Südafrika, wurde dann von Johann Sterr aus Deutschland geschultert, besiegte den Inder B. Sing und verlor gegen Nikola Stantschew aus Bulgarien und landete auf dem 7. Platz.
Bei weiteren internationalen Meisterschaften (Welt- oder Europameisterschaften) war Bengt Lindblad nicht am Start.

## Schwedische Meisterschaften
Bengt Lindblad wurde im freien Stil 1952, 1953, 1955, 1956 im Mittelgewicht, 1957, 1958, 1959, 1961, 1964, 1965, 1966 und 1969 im Halbschwergewicht schwedischer Meister. Im griechisch-römischen Stil gewann er diesen Titel 1954 und 1955 im Mittelgewicht und 1959 im Halbschwergewicht
Erläuterungen
- OS = Olympische Spiele
- Seine Olympiateilnahmen erfolgten im freien Stil
- Mittelgewicht, damals bis 79 kg, Halbschwergewicht bis 87 kg Körpergewicht (bis 1961); danach Mittelgewicht bis 87 kg und Halbschwergewicht bis 97 kg Körpergewicht